# Чемпіонат світу з трекових велоперегонів 2015
Чемпіонат світу з трекових велоперегонів 2015 проходив з 18 по 22 лютого 2015 року в Сен-Кантен-ан-Івлін, муніципалітет Монтіньї-ле-Бретонне поблизу Парижа, Франція, на Vélodrome de Saint-Quentin-en-Yvelines. Всього у змагання взяли участь 355 спортсменів з 38 країни, які розіграли 19 комплектів нагород — 10 у чоловіків та 9 у жінок.

## Медалісти

### Чоловіки
| Дисципліна                         | Золото                                                                     | Срібло                                                                        | Бронза                                                                                    |
| Спринт                             | Грегорі Боже                                                               | Денис Дмітрієв                                                                | Квентін Лафарг                                                                            |
| Гіт (1 км)                         | Франсуа Перві (1:00.207)                                                   | Йоахім Айлерс (1:00.294)                                                      | Мет Арчібальд (1:00.470)                                                                  |
| Індивідуальна гонка переслідування | Штефан Кюнг (4:18.915)                                                     | Джек Бобрідж (4:19.184)                                                       | Жюльєн Моріс (4:21.419)                                                                   |
| Командна гонка переслідування      | Нова Зеландія Пітер Буллінг Ріґан Ґоф Ділан Кеннетт Алекс Фрейм (3:54.088) | Велика Британія Едвард Кленсі Стівен Берк Овайн Дойлл Енді Теннант (3:54.687) | Австралія Джек Бобрідж Люк Девісон Александр Едмондсон Майлс Скотсон (наздогнали на коло) |
| Командний спринт                   | Франція Грегорі Боже Кевен Сіро Мікаель Д'Алмейда (43.136)                 | Нова Зеландія Ітан Мітчелл Сем Вебстер Едвард Докінс (REL)                    | Німеччина Йоахім Айлерс Рене Ендерс Роберт Ферстеманн (43.339)                            |
| Кейрін                             | Франсуа Перві                                                              | Едвард Докінс                                                                 | Азізуласні Аванг                                                                          |
| Скретч                             | Лукас Лісс                                                                 | Альберт Торрес                                                                | Боббі Лі                                                                                  |
| Гонка за очками                    | Артур Єршов (31)                                                           | Елой Теруель (30)                                                             | Максиміліан Байєр (29)                                                                    |
| Медісон                            | Франція Бріан Кокар Морган Кнайскі (21)                                    | Італія Ліам Бертаццо Елія Вівіані (20)                                        | Бельгія Яспер Де Бюст Отто Вергарде (15)                                                  |
| Омніум                             | Фернандо Гавірія (205)                                                     | Гленн О'Ші (190)                                                              | Елія Вівіані (181)                                                                        |

### Жінки
| Дисципліна                         | Золото                                                                           | Срібло                                                                             | Бронза                                                                      |
| Спринт                             | Крістіна Фоґель                                                                  | Еліс Ліхтлі                                                                        | Чжун Тяньши                                                                 |
| Гіт (500 м)                        | Анастасія Войнова (33.149)                                                       | Анна Мірс (33.425)                                                                 | Міріам Вельте (33.699)                                                      |
| Індивідуальна гонка переслідування | Ребекка Вайсак (3:30.305)                                                        | Дженіфер Валенте (3:33.867)                                                        | Емі К'юр (3:32.907)                                                         |
| Командна гонка переслідування      | Австралія Аннетт Едмондсон Ешлі Анкудінов Емі К'юр Мелісса Госкінс (4:13.683) WR | Велика Британія Кеті Арчибальд Лора Тротт Елінор Баркер Джоанна Роуселл (4:16.702) | Канада Еллісон Беверидж Джасмін Глессер Кірсті Лей Стефані Рурда (4:17.864) |
| Командний спринт                   | КНР Гун Цзіньцзє Чжун Тяньши (32.034) WR                                         | Росія Анастасія Войнова Дарія Шмельова (32.438)                                    | Австралія Каарле Маккалох Анна Мірс (32.723)                                |
| Кейрін                             | Анна Мірс                                                                        | Шенн Браспенінкс                                                                   | Лісандра Ґуерра                                                             |
| Скретч                             | Кірстен Вілд                                                                     | Емі К'юр                                                                           | Еллісон Беверидж                                                            |
| Гонка за очками                    | Штефані Поль (38)                                                                | Мінамі Увано (28)                                                                  | Кімберлі Ґейст (25)                                                         |
| Омніум                             | Аннетт Едмондсон (192)                                                           | Лора Тротт (176)                                                                   | Кірстен Вілд (175)                                                          |

## Загальний медальний залік
| Місце  | Країна          | Золото | Срібло | Бронза | Загалом |
| ------ | --------------- | ------ | ------ | ------ | ------- |
| 1      | Франція         | 5      |        | 2      | 7       |
| 2      | Австралія       | 4      | 4      | 3      | 11      |
| 3      | Німеччина       | 3      | 1      | 3      | 7       |
| 4      | Росія           | 2      | 2      |        | 4       |
| 5      | Нідерланди      | 1      | 2      | 1      | 4       |
| 5      | Нова Зеландія   | 1      | 2      | 1      | 4       |
| 7      | КНР             | 1      |        | 1      | 2       |
| 8      | Колумбія        | 1      |        |        | 1       |
| 8      | Швейцарія       | 1      |        |        | 1       |
| 10     | Велика Британія |        | 3      |        | 3       |
| 11     | Іспанія         |        | 2      |        | 2       |
| 12     | США             |        | 1      | 2      | 3       |
| 13     | Італія          |        | 1      | 1      | 2       |
| 14     | Японія          |        | 1      |        | 1       |
| 15     | Канада          |        |        | 2      | 2       |
| 16     | Бельгія         |        |        | 1      | 1       |
| 16     | Куба            |        |        | 1      | 1       |
| 16     | Малайзія        |        |        | 1      | 1       |
| Всього | Всього          | 19     | 19     | 19     | 57      |

## Україна на чемпіонаті
Україну на чемпіонаті представляло 8 спортсменів:
- Володимир Джус у гонці переслідування;
- Роман Гладиш у скретчі та медісоні;
- Віталій Гринів у гонці за очками та медісоні;
- Владислав Кремінський у медісоні;
- Тетяна Клімченко у скретчі та гонці за очками;
- Інна Метальнікова у гонці переслідування;
- Олена Старікова у командному спринті;
- Олена Цьось у гіті та командному спринті.

Найкращі результати показав Роман Гладиш, посівши 4 місце в скретчі.